# Xã Granger, Quận Medina, Ohio
Xã Granger (tiếng Anh: Granger Township) là một xã thuộc quận Medina, tiểu bang Ohio, Hoa Kỳ. Năm 2010, dân số của xã này là 4.445 người.